# Chrudim
Chrudim é uma cidade checa localizada na região de Pardubice, distrito de Chrudim.